# John Wyclif

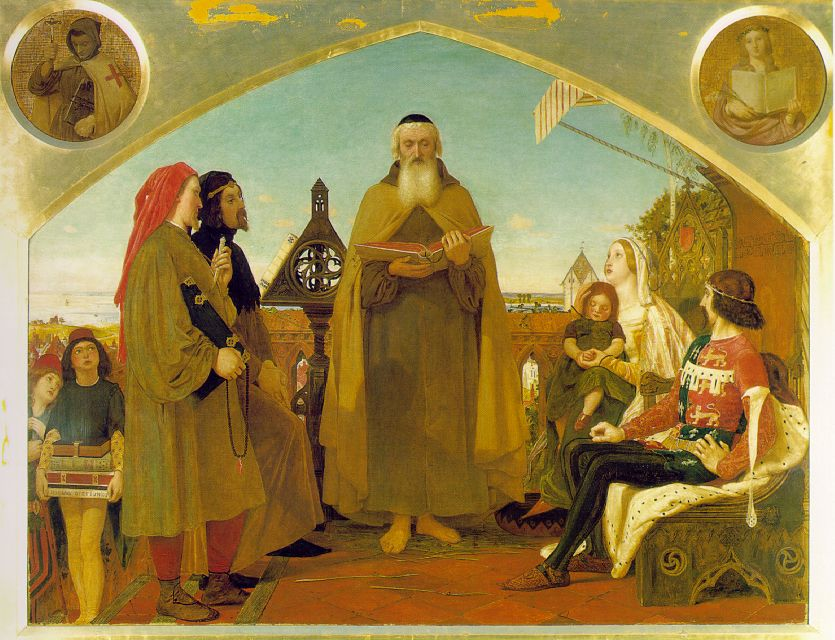
John Wyclif leest zijn Bijbelvertaling voor aan Jan van Gent

John Wyclif, ook geschreven als Wycliff, Wycliffe of Wickliffe (Hipswell, Yorkshire, 1330 - Lutterworth, Leicestershire, 31 december 1384) was een Engelse kerkhervormer. Als professor in de theologie aan de universiteit van Oxford wilde hij de wijsbegeerte terugbrengen tot de Bijbel en de kerkvaders.

## Opvattingen

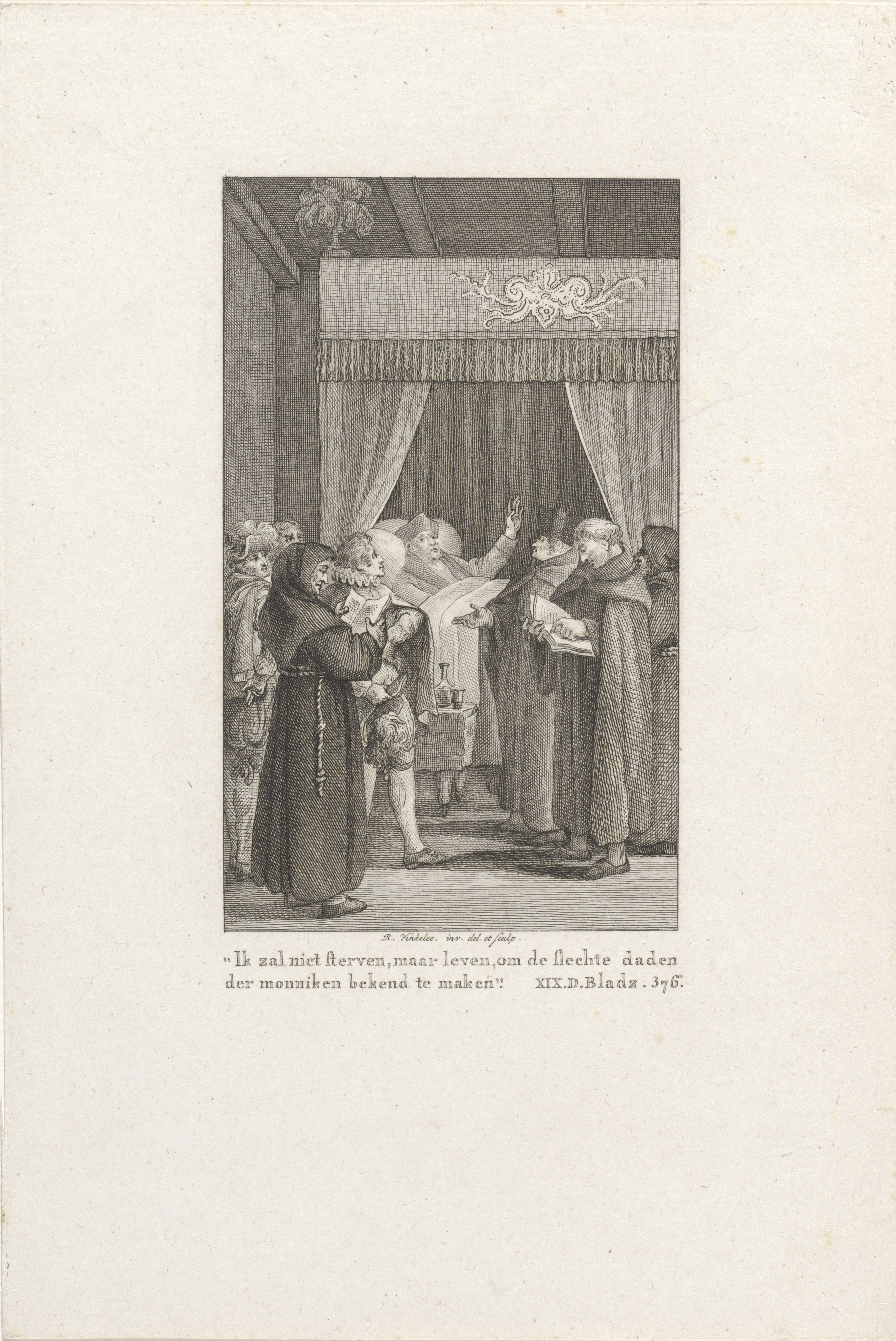
John Wyclif berispt enkele monniken.
Ik zal niet sterven, maar leven, om de slechte daden der monniken bekend te maken. (door Reinier Vinkeles)

Hij wordt vooral herinnerd als de hervormer die stelde dat mensen zonder tussenkomst van priesters hun geloof mochten belijden, met de Bijbel als gids en richtlijn. Evenmin waren priesters nodig om zonden te vergeven. Omdat de Bijbel voor Wyclif de enige norm voor de waarheid was, vertaalde hij (met anderen) deze in het Engels.
Hij maakte onderscheid tussen de eeuwige kerk en haar aardse gestalte. De aardse kerk mocht volgens hem geen bezit hebben. De goederen die zij bezat, diende zij terug te geven aan de oorspronkelijke eigenaren. Dat bezorgde Wyclif veel steun van de Engelse adel. 
De eeuwige kerk bestond volgens hem uit door God uitverkorenen. De aardse kerk als instituut had geen invloed op deze uitverkiezing en zij kon dan ook niet via haar priesters en andere geestelijken het heil bemiddelen aan de mensen. Daarom keerde Wyclif zich tegen de kerkorganisatie, tegen de religieuze orden en tegen de positie van de paus als hoofd van de kerk. Ook bestreed hij de pretentie van de paus dat deze alle wereldlijke macht bezat en dat de vorsten aan hem ondergeschikt waren. Voor hem was de paus de verpersoonlijking van de antichrist. Ook op de aflaathandel had hij, net als later Maarten Luther, scherpe kritiek.
Hij wees de doctrine van de transsubstantiatie af, die stelt dat bij de viering van de eucharistie brood en wijn veranderen in het lichaam en bloed van Jezus Christus door de consecratie door een gewijd priester.

## Reactie
Deze opvattingen riepen een felle reactie op van de kerkelijke leiders. In 1377 veroordeelde paus Gregorius XI zijn voorstellen in een pauselijke bul. Wyclif werd uit Oxford verbannen en op een synode in 1382 te Londen werd hij tot de doodstraf veroordeeld. Machtige vrienden voorkwamen de uitvoering van het vonnis. Wyclif stierf door een beroerte en werd begraven. Maar de arm van de kerk reikte ver. Postuum werd zijn lichaam toch nog opgedolven en verbrand (samen met Jan Hus), ter uitvoering van een veroordeling van Wyclifs opvattingen door het Concilie van Konstanz (1414-1418).

## Invloed
- Het Westers Schisma bracht Wycliff tot een keerpunt, dat uiteindelijk in het protestantisme zou uitmonden.[2]
- Na Wyclifs dood zijn de Lollards in zijn geest verdergegaan met het preken in de volkstaal.
- Wyclifs opvattingen over met name de ambten en de wereldlijke macht van de kerk hadden grote invloed op het denken van de Boheemse theoloog Johannes Hus. Deze deelde echter niet Wyclifs visie op de eucharistie.
- De Wycliffe Bijbelvertalers is een organisatie die de bijbel in diverse talen vertaalt.